# Gwendoline (manga)
Pour les articles homonymes, voir Gwendoline.
Gwendoline (レディ!!, Redi!!) est un shōjo manga écrit et dessiné par Yōko Hanabusa. Il est prépublié entre 1986 et 1993 dans le magazine Hitomi Comics puis compilé en douze tomes par Akita Shoten. La version française est publiée par Isan manga à partir de juin 2015 en six tomes.
Une adaptation en anime en 57 épisodes de 24 minutes par le studio Toei Animation est diffusée entre 1987 et 1989 sur TV Tokyo. En France, la série est diffusée à partir du 11 septembre 1989 sur La Cinq dans Youpi! L'école est finie et rediffusée sur Mangas en 1998, AB1 en 2002 et en 2007 sur France 5 dans l'émission Midi les Zouzous. La série est éditée en DVD par Black Box.

## Synopsis
Gwendoline est une petite fille qui brave les peines et les chagrins…
La petite Gwendoline arrive dans le manoir de son père, le Vicomte de Marble, un Anglais, à la suite de la mort de sa mère. Sur place, elle rencontrera beaucoup d’amis, notamment Edward et Arthur de Brighton, leurs voisins, mais également sa demi-sœur Annie qui lui compliquera la vie au début, semblant la rejeter. Cette dernière finira tout de même par l’accepter et l’aimer comme sa vraie sœur. Mais l’arrivée de la Baronne de Wibbery va compliquer les choses : elle souhaite épouser le Vicomte, pour le prestige de sa famille et son titre plus élevé que le sien, avec l’appui du comte qui craint la faillite, et n’hésite pas à punir à tort la pauvre Gwendoline, pour des fautes commises par Mary et Antoine, les deux enfants terribles de la Baronne. Malgré cela, Gwendoline saura rester forte. Elle décide alors de partir pour que son père ne soit pas obligé d'épouser la Baronne cédant ainsi au chantage de son grand-père, mais Annie et ses amis (Edward et Arthur) se rendent à l’aéroport et empêchent le départ de la petite fille.

## Anime

### Épisodes

#### Première saison:Lady Lady(1987)
1. Bonjour Gwendoline
2. Les deux petits gentlemen
3. Une baronne encombrante
4. Souvenir de maman
5. Un mauvais coup d’Antoine
6. Gwendoline est punie injustement
7. Gwendoline veut devenir grande
8. Une visite de papa
9. Joyeux Noël
10. Une aventure mystérieuse
11. Annie sort de l’hôpital
12. Vacances avec papa
13. Une réception manquée chez le Duc Warban
14. Un cadeau de papa
15. Gwendoline va à l’école
16. Portrait d’un ange parmi les roses
17. Ne pars pas Tom
18. Le chantage de grand-père
19. Le règne de la baronne
20. Gwendoline veut s’en aller
21. Adieu l’Angleterre

#### Deuxième saison:Hello! Lady Lynn(1988)
Dans la deuxième saison de la série, Gwendoline ira vivre chez sa grand-tante qui l’éduquera pour en faire une vraie Lady. Mais au collège où elle étudie, la vie devient compliquée car des jalousies vont vite se créer. Viviane le capitaine du club d’équitation et ses amies se feront un plaisir de compliquer l’existence de Gwendoline qui a pourtant déjà fort à faire pour être enfin acceptée au sein de sa famille par son grand-père, puis entre en scène Mary qui causera bien des misères à l’héroïne au niveau de la vie quotidienne mais aussi au point de vue sentimental… et à la fin de la partie, Gwendoline reçoit des mains de son père un coffret ayant appartenu à sa mère…
1. Cendrillon dans une écurie
2. Deux nouveaux pensionnaires
3. Les orchidées sauvages
4. Un ami de toujours
5. Goûter au manoir
6. Sophie fait une fugue
7. Le secret d’Andrew
8. Gwendoline, cavalière intrépide
9. L’anniversaire de Paul
10. Une étrange proposition
11. Une dangereuse rivale
12. Au revoir Sophie
13. Saute, Andrew, saute !
14. Bravo Gwendoline
15. Un verdict particulier
16. Le rêve de chacun
17. Edward fait une chute de cheval
18. Andrew fait une fugue
19. Une agréable surprise
20. Vive la mariée
21. Un court instant de bonheur
22. Le retour de Marie
23. Le chagrin de Gwendoline
24. La course interdite
25. La bonne action de Viviane
26. Un nouveau cheval pour Cathy
27. Amis comme avant
28. Marie n’abandonne pas
29. Le rêve s’évanouit
30. Viviane contre-attaque
31. Un pour tous et tous pour un
32. Un arc-en-ciel de bonheur
33. Un an dans une vie
34. Andrew se laisse dresser
35. Un choix difficile
36. La joie de la victoire

### Voix françaises
- Stéphanie Murat : Gwendoline
- Magali Barney : Annie, Viviane
- Michel Clainchy : le père de Gwendoline
- Emmanuel Curtil : Arthur de Brighton
- Jackie Berger puis Brigitte Lecordier : Edward enfant
- Anne Kerylen : Baronne de Wibbury, Patricia
- Thierry Bourdon : Antoine, Edward adolescent
- Annabelle Roux : Mary, Sarah
- Renée Régnard : tante Isabelle
- Jean-Pierre Gernez : Grand-père, Tom, Robert, Henry
- Marie Martine : Brenda, Cathy
- Isabelle Ganz : Sophie
- Christiane Lorenzo : Paul, Dorothée
- Odile Schmitt : Barbara